# Anoeconeossa unicornuta
Anoeconeossa unicornuta är en insektsart som beskrevs av Taylor 1987. Anoeconeossa unicornuta ingår i släktet Anoeconeossa och familjen rundbladloppor. Inga underarter finns listade i Catalogue of Life.